# John Mill

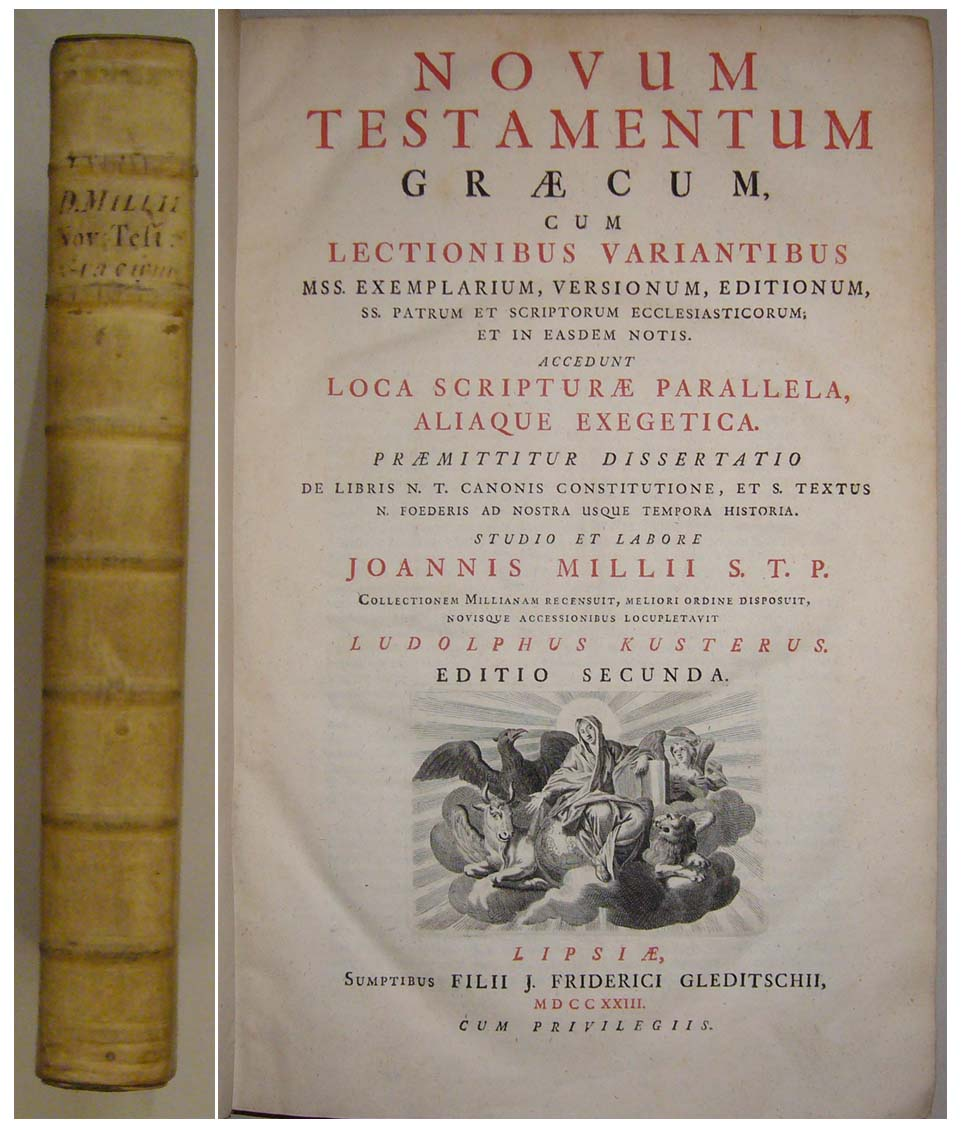
Titelseite seines Novum Testamentum Graecum in der zweiten Auflage des Nachdrucks von 1723

John Mill (* um 1645; † 23. Juni 1707) war ein englischer Theologe.
Mill wurde um 1645 in Shap in Westmorland geboren und besuchte das Queen’s College in Oxford. Dort wurde er 1661 Mitglied und erwarb 1669 seinen Mastertitel. Im selben Jahr sprach er die „Oratio Panegyrica“ bei der Eröffnung des Sheldonian Theatre. 1676 wurde er Kaplan des Bischofs von Oxford und erwarb 1681 das Rektorat von Bletchington, Oxfordshire, wo er auch zum Kaplan von Karl II. erhoben wurde. Von 1685 bis zu seinem Tod war er Direktor der St Edmund Hall. Im Jahre 1704 wurde er von Königin Anne für einen prebendal stall in der Kathedrale von Canterbury nominiert. Er verstarb zwei Wochen nach der Veröffentlichung seines Griechischen Testaments.
Im Jahr 1707 brachte Mill sein Novum testamentum græcum, cum lectionibus variantibus MSS. exemplarium, versionun, editionum SS. patrum et scriptorum ecclesiasticorum, et in easdem nolis (Oxford, fol. 1707) heraus, das er mit großer Unterstützung von John Fell in Angriff genommen hatte, seinem Vorgänger im Feld der Textkritik des Neuen Testaments. Die Fertigstellung dauerte 30 Jahre und war ein großer Fortschritt gegenüber der bisherigen Lehre. Der Text der Ausgabe entspricht dem Textus receptus der Editio Regia von Robert Estienne aus dem Jahr 1550, jedoch enthält er viele Bemerkungen, einschließlich aller vorher existierenden Sammlungen verschiedener Lesarten sowie eine große Anzahl zusätzlicher Lesarten, die er bei der Untersuchung weiterer Handschriften selbst zusammengetragen hatte. Hinzu kamen orientalische Versionen, diese benutzte er jedoch nur in den lateinischen Übersetzungen.
Im Jahre 1710 brachte Ludolph Küster einen Reprint von Mills Testament in Amsterdam heraus, die um die Lesarten von 12 weiteren Handschriften erweitert war (Dibdin). Weitere Titelauflagen folgte 1723 und 1746, wobei nur die Titelseite verändert wurde.

## Werke
- Novum Testamentum Graecum, cum lectionibus variantibus MSS. Oxford 1707.
- mit Ludolf Küster: Novum Testamentum Graecum, cum lectionibus variantibus MSS. Leipzig 1723.